# .mc
.mcは国別コードトップレベルドメイン（ccTLD）の一つで、モナコに割り当てられている。

## 第二レベルドメイン
登録は第二レベルに直接行われるか、または以下の第二レベルドメインの下の第三レベルに行われる。
- .tm.mc 登録商標（モナコか世界知的所有権機関に出願されたもの。）
- .asso.mc 組織（モナコ公認のものに限る。）

第二レベルへの登録は、モナコで登録された企業に限る。